# UNITEDROOMS
UNITEDROOMS 株式会社（ユナイテッドルームズ）は、不動産映像化事業を中心とする日本の企業である。代表取締役は伊藤俊平。同グループ会社としてUNITEDROOMS SEARCH株式会社も運営していた。

## 概要
通常賃貸物件、マンスリーマンション、売買物件、古い物件、学生マンション、老人ホーム、リゾート物件など、全国の不動産物件を映像化する事業を展開。
なお、UNITEDROOMS SEARCH株式会社については、2007年9月21日付にて破産手続きが開始され、関連サイトはすべて閉鎖された。

## 沿革
- 2004年8月20日 - 渋谷区に開業。